# Свети Спас (Кожле)
„Свети Спас“ (на македонска литературна норма: Свети Спас) е православна църква в село Кожле, част от Скопската епархия на Македонската православна църква, в Северна Македония. Църквата е построена в 1847 година на мястото на по-стара църква от XIV век. Вътрешността на църквата е изписана с фрески с характерна за средата на XIX век техника на рисуване. В гробищата на църквата е погребан по негово желание Гане Тодоровски. В негова чест всяка година в двора на църквата се провеждат поетични четения.
- Поглед към църквата с камбанарията
- Иконостасът в църквата
- Вътрешността на църквата